# Charles Alexandre de Calonne
Charles Alexandre, visconde de Calonne (Douai, 20 de janeiro de 1734 – Paris, 29 de outubro de 1802) foi um estadista francês e o controlador geral das finanças do Estado, durante o reinado de Luís XVI, entre os anos de 1783 e 1787.

## Biografia
Nascido de família nobre, seguiu a carreira do Direito e se tornou sucessivamente advogado do conselho geral em Artois, procurador para o parlement de Douai, mestre de requisições, intendente de Metz (1768) e de Lille (1774). Ele parece ter sido um homem de grande capacidade empresarial e temperamento alegre, mas completamente sem habilidade em ação política. Na terrível crise que precede a Revolução francesa, quando ministros após ministros tentavam em vão recuperar as finanças reais, Calonne foi chamado para manter o controle geral dos negócios. Ele assumiu o cargo em 3 de novembro de 1783.
Ele deveu esta posição a Charles Gravier, conde de Vergennes e chefe do Conselho das Finanças, que por mais de três anos consecutivos o apoiou; mas o rei não gostava dele, e, segundo o embaixador austríaco, sua imagem pública era extremamente pobre. Quando assumiu o cargo ele encontrou um déficit público de 600 milhões, e não tinha ideia de como iria pagá-los. Confrontado com um débito público enorme, e uma situação financeira que se deteriorava firmemente, Calonne adotou uma política da despesas para inspirar a confiança na posição financeira da nação. Propôs, então, um imposto direto sobre as terras, e a chamada aportação dos conjuntos provinciais, um imposto sobre o selo, e a redução de alguns privilégios dos nobres e do clero.
Turgot e Jacques Necker já haviam tentado essas reformas, e Calonne atribuiu seu fracasso à má vontade dos parlamentares. Devido a isso ele convocou uma assembléia dos notáveis em janeiro de 1787. Para eles, ele expôs o deficit no tesouro, e propôs o estabelecimento de uma subvenção territorial, que deveria ser arrecadada em todas as propriedades sem distinção.
Esta supressão de privilégios foi muito mal recebida. A assembleia recusou-se a considerar as propostas de Calonne, e criticou-o amargamente. Luís XVI demitiu-o em 8 de abril de 1787, foi substituído por Étienne Charles Loménie de Brienne e exilado na Lorena. A satisfação foi geral em Paris, onde Calonne, acusado de querer aumentar os impostos, era conhecido como "Monsieur Deficit". Na realidade seu audacioso plano de reformas, que Necker retomou mais tarde, poderia ter salvo a monarquia e mantido o rei. Calonne mais tarde foi para a Inglaterra, e durante o tempo que morou lá manteve uma polêmica correspondência com Necker.
Em 1789, quando a Assembléia dos Estados Gerais estava para se reunir, ele cruzou para Flandres na esperança de se oferecer para eleição, mas lhe proibiram que entrasse na França. Em represália ele associou-se ao émigré party de Koblenz, escreveu em seu favor, e gastou quase toda a fortuna trazida por sua esposa, uma viúva rica. Em 1802, estando novamente a morar em Londres, recebeu a permissão de Napoleão Bonaparte para retornar à França. Morreu cerca de um mês após sua chegada ao país natal.
Muitos dos papéis oficiais de Calonne foram publicados, e dois trabalhos gerais sobre política foram traduzidos para o inglês: "Considerações sobre o estado atual e futuro da França", de 1791, e "O estado político de Europa", de 1796.